# Pisana (Álava)
Pisana es un despoblado que actualmente forma parte del concejo de Labraza, que está situado en el municipio de Oyón, en la provincia de Álava, País Vasco (España).

## Historia
Documentado desde el siglo XIII, para 1569 estaba despoblado.
Actualmente sus tierras son conocidas con el topónimo de Pisana.